# Detlof von Winterfeldt

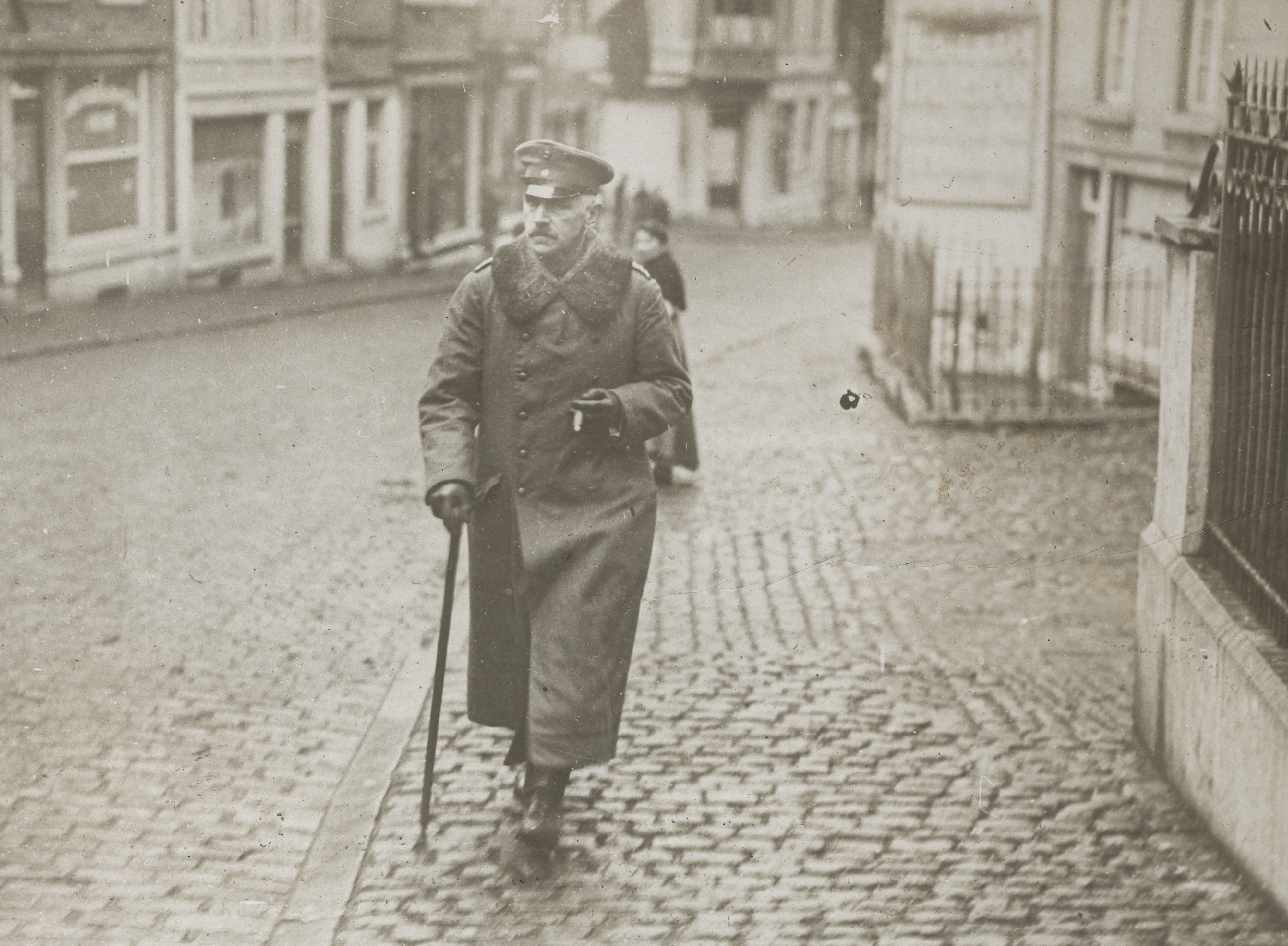
Detlof von Winterfeldt in Spa (November 1918)

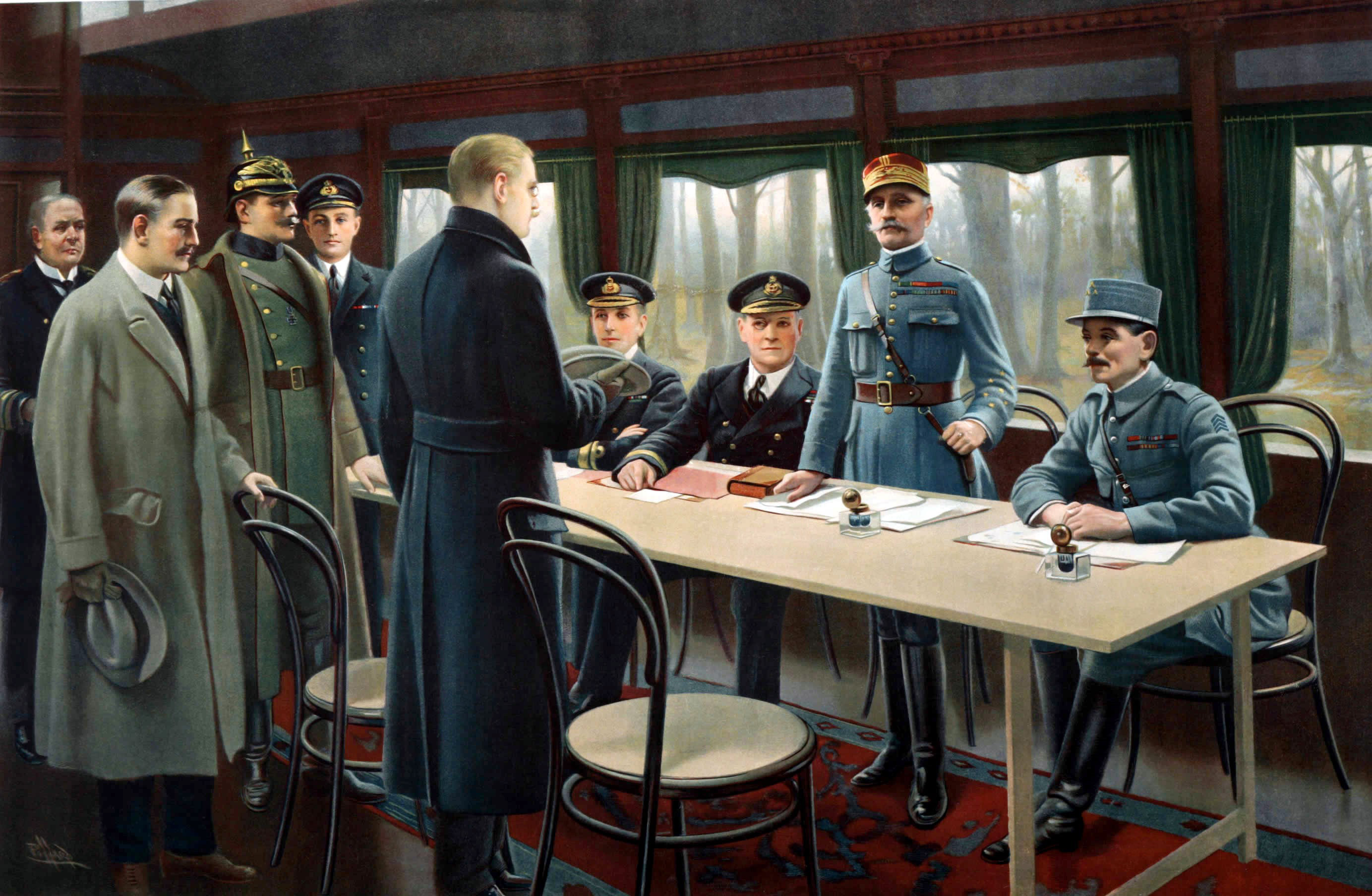
Unterzeichnung des Waffenstillstandsabkommens, nach einer Photographie. Hinter dem Tisch, von rechts: die Franzosen General Maxime Weygand und Marschall Ferdinand Foch (stehend), die britischen Marineoffiziere Rosslyn Wemyss, George Hope und Jack Marriott (links neben dem Tisch stehend). Davor stehend von rechts nach links die Deutschen Staatssekretär Matthias Erzberger, Generalmajor Detlof von Winterfeldt (mit Pickelhaube), Alfred von Oberndorff vom Auswärtigen Amt und Kapitän zur See Ernst Vanselow.

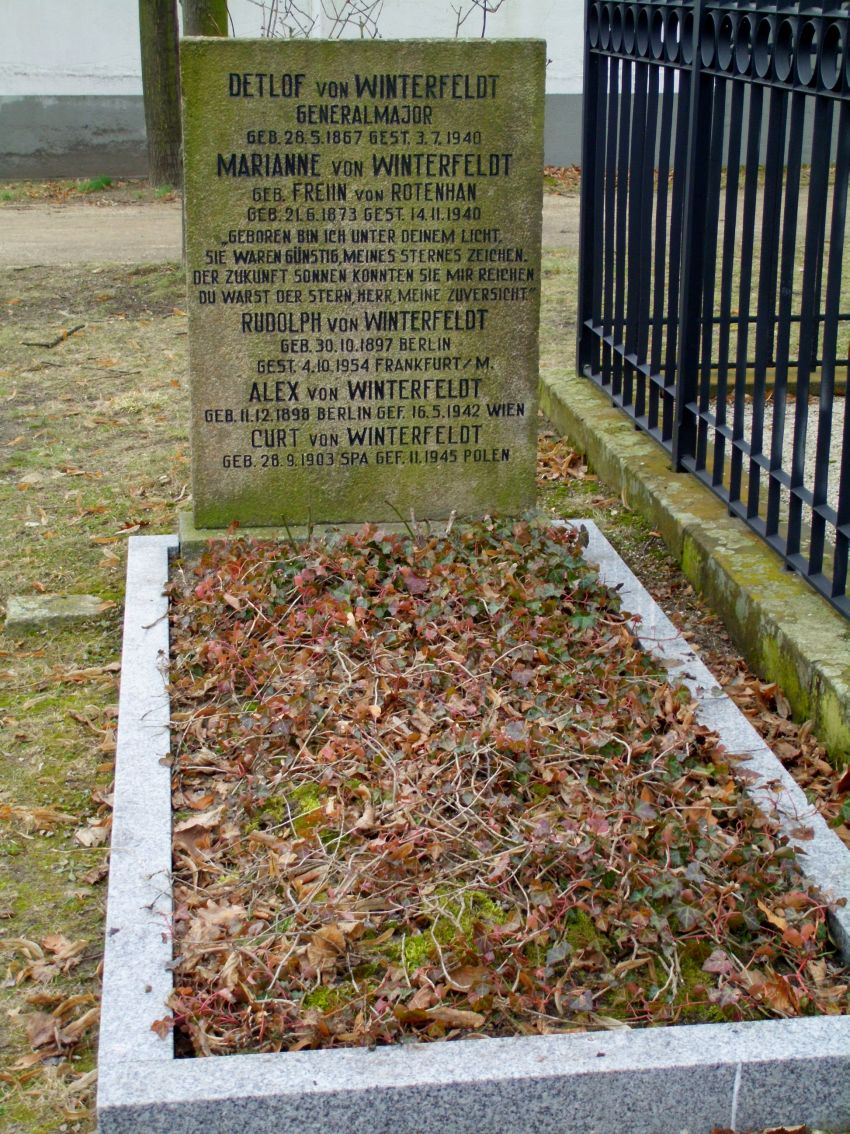
Familiengrab von Detlof v. Winterfeldt auf dem Invalidenfriedhof Berlin neben dem Grab von Hans Karl von Winterfeldt (Zustand 2013)

Detlof Sigismund von Winterfeldt (* 28. Mai 1867 in Berlin; † 3. Juli 1940 ebenda) war ein preußischer Generalmajor und Militärattaché.

## Leben

### Herkunft
Er war der Sohn des späteren preußischen Generals der Infanterie Rudolf von Winterfeldt (1829–1894) und dessen Ehefrau Pauline, geborene von Roeder (1842–1914). Der spätere preußische Generalleutnant Hans (1862–1931) war sein Bruder, der Reichstagsabgeordnete Joachim von Winterfeldt-Menkin sein Cousin.

### Militärkarriere
Winterfeldt besuchte das Französische Gymnasium Berlin und trat am 1. Oktober 1886 als Fahnenjunker in das Kaiser Franz Garde-Grenadier-Regiment Nr. 2 der Preußischen Armee ein. Am 17. Januar 1888 folgte seine Beförderung zum Sekondeleutnant und als solcher absolvierte Winterfeldt 1894/97 die Kriegsakademie. Nach seiner Rückkehr versah er seinen Dienst in der 8. Kompanie und wurde am 22. März 1898 als Premierleutnant zum Großen Generalstab kommandiert. Mit dem Charakter als Hauptmann am 29. März 1900 dem Generalstab des Armee aggregiert, kam Winterfeldt nach Magdeburg zum Generalstab des IV. Armee-Korps. Am 14. September 1900 erhielt er dort das Patent zu seinem Dienstgrad und wurde am 19. September 1901 mit der Versetzung in den Großen Generalstab als Militärattaché an die deutsche Botschaft in Brüssel entsandt, wo er bis 1905 mit der Pflege der militärpolitischen Beziehungen des Deutschen Reiches zu Belgien betraut war.
Vom 15. September 1905 bis zum 26. Januar 1907 kehrte Winterfeldt in den Truppendienst zurück und fungierte als Kompaniechef im Füsilier-Regiment „von Gersdorff“ (Kurhessisches) Nr. 80. Anschließend versetzte man ihn wieder in den Generalstab der Armee und überwies ihn in den Großen Generalstab. Dort am 22. März 1907 zum Major befördert, folgte am 25. März 1909 seine Kommandierung an die deutsche Botschaft in Paris. Ab 19. Juni 1909 bekleidete Winterfeldt den Posten als Militärattaché. Während der Manöver der französischen Armee verunglückte er 1913 mit seinem Wagen und erlitt dabei schwere Verletzungen. Trotz seiner daraus resultierenden Dienstunfähigkeit wurde Winterfeldt am 10. September 1913 zum Oberstleutnant befördert und kurz darauf in den Rang eines Abteilungschefs im Großen Generalstab erhoben. Im Juli 1914 erhielt er zu seiner offiziellen Verabschiedung aus der französischen Hauptstadt das Offizierskreuz der Ehrenlegion.
In Deutschland war Winterfeldt über den Ausbruch des Ersten Weltkriegs bis zum 31. Dezember 1914 zur Wiederherstellung seiner Gesundheit beurlaubt. Dann wurde ihm die Leitung einer Abteilung im stellvertretenden Generalstab übertragen. Später wurde er Oberquartiermeister der 8. Armee. Von August 1917 bis November 1918 fungierte Winterfeldt – zum Generalmajor befördert – als militärischer Vertreter beim Reichskanzler in Berlin.
Im November 1918 war Winterfeldt Mitglied der deutschen Waffenstillstandskommission unter Führung von Matthias Erzberger, die in Compiègne den Waffenstillstand unterzeichnete, der den Krieg beendete. Er trat im Januar 1919 aus Protest gegen die Friedensbedingungen aus der Kommission zurück, wurde zum 1. September 1919 zu den Offizieren von der Armee versetzt und kurz darauf aus dem Militärdienst verabschiedet.

### Familie
Winterfeldt hatte sich am 30. September 1896 in Eyrichshof mit Marianne Freiin von Rotenhan (1873–1940) verheiratet. Das Paar hatte drei Söhne, von denen zwei im Zweiten Weltkrieg fielen. Detlof von Winterfeldt wurde im Familiengrab auf dem Invalidenfriedhof Berlin beigesetzt. Das Grab ist bis heute erhalten.